# Volley Lugano 2016-2017
Questa voce raccoglie le informazioni riguardanti il Volley Lugano nella stagione 2016-2017.

## Organigramma societario
Area direttiva
- Presidente: Renzo Selber
- Responsabile della squadra: Paolo Bernasconi
- Manager: Fabio Conca

Area tecnica
- Allenatore: Marco Amiens
- Assistente allenatore: Gigi Pezzoli
- Scoutman: Gigi Pezzoli

Area sanitaria
- Medico: Patrick Siragusa
- Fisioterapista: Martino Donati, Paolo Bernasconi

Area comunicazione
- Addetto stampa: Sara Saggioro

## Rosa
| N° | Nome              | Ruolo | Data di nascita   | Nazionalità sportiva |
| -- | ----------------- | ----- | ----------------- | -------------------- |
| 2  | Laura Zini        | L     | 20 maggio 1996    | Italia               |
| 3  | Lea Werfeli       | S/O   | 3 gennaio 1993    | Svizzera             |
| 4  | Lea Rathlef       | S     | 11 agosto 1998    | Svizzera             |
| 5  | Nicole Pulcini    | S     | 23 agosto 1996    | Italia               |
| 6  | Valentina Ablondi | S/O   | 29 dicembre 1997  | Svizzera             |
| 7  | Helena Vidal      | P     | 6 gennaio 1989    | Argentina            |
| 8  | Karin Palgutová   | S     | 12 febbraio 1993  | Slovacchia           |
| 9  | Eva Rutarová      | C     | 14 settembre 1989 | Rep. Ceca            |
| 10 | Syria Gonzalez    | S/O   | 10 gennaio 1999   | Svizzera             |
| 11 | Ilaria Fanelli    | C     | 24 giugno 1995    | Italia               |
| 12 | Nicole Dietrich   | L     | 11 maggio 1993    | Svizzera             |
| 14 | Michela Brioli    | P     | 16 febbraio 1996  | Italia               |
| 19 | Camilla Lamartina | C     | 25 settembre 1997 | Italia               |

## Mercato
| Acquisti | Acquisti          | Acquisti     | Acquisti   |
| R.       | Nome              | da           | Modalità   |
| -------- | ----------------- | ------------ | ---------- |
| S/O      | Valentina Ablondi | Glaronia     | definitivo |
| L        | Nicole Dietrich   | Friburgo     | definitivo |
| C        | Ilaria Fanelli    | Castellanese | definitivo |
| S/O      | Syria Gonzalez    | Gordola      | definitivo |
| S        | Karin Palgutová   | St. John's   | definitivo |
| C        | Eva Rutarová      | Köpenicker   | definitivo |
| P        | Helena Vidal      | Pavia        | definitivo |
| S/O      | Lea Werfeli       | Galina       | definitivo |

| Cessioni | Cessioni           | Cessioni | Cessioni   |
| R.       | Nome               | a        | Modalità   |
| -------- | ------------------ | -------- | ---------- |
| ?        | Martina Bernasconi | ?        | definitivo |
| ?        | Martina Fainozzi   | ?        | definitivo |
| ?        | Valeria Marzullo   | ?        | definitivo |
| ?        | Giulia Pasini      | G&B      | definitivo |
| C        | Giulia Rigon       | Kanti    | definitivo |
| O        | Lea Romaneschi     | ?        | definitivo |
| ?        | Emma Romaneschi    | ?        | definitivo |

## Risultati

### Lega Nazionale A

#### Regular season

##### Primo round
| 1ª giornata - 2 novembre 2016 Palestra Lambertenghi, Lugano               | Lugano              | 1 - 3 | Volero Zurigo      | 23-25, 25-23, 19-25, 11-25        |
| 2ª giornata - 21 ottobre 2016 Sporthalle Weissenstein, Berna              | Köniz               | 3 - 2 | Lugano             | 25-20, 26-24, 22-25, 22-25, 18-16 |
| 3ª giornata - 23 ottobre 2016 Bahnhofhalle, Lucerna                       | Top Lucerna         | 3 - 0 | Lugano             | 25-23, 25-16, 25-20               |
| 4ª giornata - 30 ottobre 2016 Palestra Lambertenghi, Lugano               | Lugano              | 3 - 2 | Franches-Montagnes | 13-25, 33-31, 25-13, 21-25, 15-8  |
| 5ª giornata - 6 novembre 2016 Halle des sports de la Riveraine, Neuchâtel | Neuchâtel           | 3 - 0 | Lugano             | 25-13, 25-10, 25-18               |
| 6ª giornata - 12 novembre 2016 Palestra Lambertenghi, Lugano              | Lugano              | 1 - 3 | Cheseaux           | 22-25, 25-22, 19-25, 23-25        |
| 7ª giornata - 13 novembre 2016 Palestra Lambertenghi, Lugano              | Lugano              | 2 - 3 | Düdingen           | 25-14, 23-25, 23-25, 25-18, 11-15 |
| 8ª giornata - 20 novembre 2016 Mehrzweckhalle Löhrenacker, Aesch          | Sm'Aesch Pfeffingen | 3 - 0 | Lugano             | 25-11, 25-19, 25-14               |
| 9ª giornata - 26 novembre 2016 BBC Arena, Sciaffusa                       | Kanti               | 3 - 2 | Lugano             | 25-22, 22-25, 25-23, 22-25, 15-13 |

##### Secondo round
| 10ª giornata - 3 dicembre 2016 Sportanlage Im Birch, Zurigo       | Volero Zurigo      | 3 - 0 | Lugano              | 25-13, 25-17, 25-8                |
| 11ª giornata - 10 dicembre 2016 Palestra Lambertenghi, Lugano     | Lugano             | 2 - 3 | Köniz               | 25-23, 25-19, 12-25, 21-25, 10-15 |
| 12ª giornata - 17 dicembre 2016 Palestra Lambertenghi, Lugano     | Lugano             | 3 - 1 | Top Lucerna         | 26-24, 21-25, 25-23, 25-15        |
| 13ª giornata - 19 febbraio 2017 Salle Forum BIWI, Rossemaison     | Franches-Montagnes | 3 - 0 | Lugano              | 25-16, 25-21, 25-21               |
| 14ª giornata - 4 gennaio 2017 Palestra Lambertenghi, Lugano       | Lugano             | 3 - 1 | Neuchâtel           | 25-16, 22-25, 26-24, 30-28        |
| 15ª giornata - 7 gennaio 2017 Salle Derrière-la-Ville 5, Cheseaux | Cheseaux           | 3 - 1 | Lugano              | 16-25, 25-19, 25-15, 25-23        |
| 16ª giornata - 15 gennaio 2017 Sporthalle Leimacker, Düdingen     | Düdingen           | 3 - 0 | Lugano              | 25-17, 25-18, 25-19               |
| 17ª giornata - 21 febbraio 2017 Palestra Lambertenghi, Lugano     | Lugano             | 0 - 3 | Sm'Aesch Pfeffingen | 23-25, 21-25, 20-25               |
| 18ª giornata - 4 dicembre 2016 BBC Arena, Sciaffusa               | Kanti              | 3 - 1 | Lugano              | 25-23, 25-18, 25-21               |

##### Terzo round
| 19ª giornata - 4 febbraio 2017 Palestra Lambertenghi, Lugano       | Lugano              | 3 - 2 | Kanti              | 19-25, 18-25, 25-20, 25-17, 15-10 |
| 20ª giornata - 5 febbraio 2017 Salle Derrière-la-Ville 5, Cheseaux | Cheseaux            | 0 - 3 | Lugano             | 18-25, 21-25, 20-25               |
| 21ª giornata - 11 febbraio 2017 Sporthalle Leimacker, Düdingen     | Düdingen            | 3 - 0 | Lugano             | 25-18, 25-21, 25-20               |
| 22ª giornata - 18 febbraio 2017 Sportanlage Im Birch, Zurigo       | Volero Zurigo       | 3 - 0 | Lugano             | 25-15, 25-8, 25-17                |
| 23ª giornata - 24 febbraio 2017 Palestra Lambertenghi, Lugano      | Lugano              | 1 - 3 | Neuchâtel          | 23-25, 25-23, 17-25, 17-25        |
| 24ª giornata - 26 febbraio 2017 Mehrzweckhalle Löhrenacker, Aesch  | Sm'Aesch Pfeffingen | 3 - 0 | Lugano             | 25-12, 25-18, 25-16               |
| 25ª giornata - 4 marzo 2017 Palestra Lambertenghi, Lugano          | Lugano              | 3 - 1 | Franches-Montagnes | 20-25, 25-16, 25-21, 25-21        |
| 26ª giornata - 11 marzo 2017 Palestra Lambertenghi, Lugano         | Lugano              | 2 - 3 | Köniz              | 23-25, 15-25, 25-22, 25-22, 12-15 |
| 27ª giornata - 12 marzo 2017 Bahnhofhalle, Lucerna                 | Top Lucerna         | 1 - 3 | Lugano             | 25-22, 9-25, 15-25, 18-25         |

### Coppa di Svizzera

#### Fase a eliminazione diretta
| Ottavi di finale - 8 gennaio 2017 Henry-Dunant, Ginevra   | Genève              | 0 - 3 | Lugano | 19-25, 21-25, 26-28 |
| Quarti di finale - 29 gennaio 2017 MZH Löhrenacker, Aesch | Sm'Aesch Pfeffingen | 3 - 0 | Lugano | 25-12, 25-18, 25-19 |

## Statistiche

### Statistiche di squadra
| Competizione      | Punti | In casa | In casa | In casa | In trasferta | In trasferta | In trasferta | Totale | Totale | Totale |
| Competizione      | Punti | G       | V       | P       | G            | V            | P            | G      | V      | P      |
| ----------------- | ----- | ------- | ------- | ------- | ------------ | ------------ | ------------ | ------ | ------ | ------ |
| Lega Nazionale A  | 19    | 12      | 5       | 7       | 15           | 2            | 13           | 27     | 7      | 20     |
| Coppa di Svizzera | -     | 0       | 0       | 0       | 2            | 1            | 1            | 2      | 1      | 1      |
| Totale            | -     | 12      | 5       | 7       | 17           | 3            | 14           | 29     | 8      | 21     |

G = partite giocate; V = partite vinte; P = partite perse

### Statistiche dei giocatori
NB: Non sono disponibili i dati relativi alla Lega Nazionale A e alla Coppa di Svizzera